# Andriej Kozyriew
Andriej Władimirowicz Kozyriew (ros. Андрей Владимирович Козырев; ur. 27 marca 1951 w Brukseli) – rosyjski polityk, minister spraw zagranicznych Federacji Rosyjskiej od 1990 do 1996.

## Życiorys
Jego ojciec był radzieckim dyplomatą. Andriej ukończył Moskiewski Państwowy Instytut Stosunków Międzynarodowych w 1974 i od 1978 pracował w ministerstwie spraw zagranicznych Związku Radzieckiego. Kandydat nauk historycznych (1977).
Od 1974 do 1979 referent, starszy urzędnik referencyjny Biura Organizacji Międzynarodowych Ministerstwa Spraw Zagranicznych ZSRR. W latach 1979–1980 attaché Biura Organizacji Międzynarodowych Ministerstwa Spraw Zagranicznych ZSRR. Od 1980 do 1986 – 3., 2., 1. sekretarz Biura Organizacji Międzynarodowych Ministerstwa Spraw Zagranicznych ZSRR. Od 1986 do 1988 doradca, kierownik wydziału Biura Organizacji Międzynarodowych Ministerstwa Spraw Zagranicznych ZSRR. W latach 1988–1989 zastępca szefa Biura Organizacji Międzynarodowych Ministerstwa Spraw Zagranicznych ZSRR. Od 1989 do 1990 szef Biura Organizacji Międzynarodowych Ministerstwa Spraw Zagranicznych ZSRR. W ramach delegacji radzieckiej uczestniczył w pracach Zgromadzenia Ogólnego Narodów Zjednoczonych.
Od 1990 do 1996 Minister Spraw Zagranicznych Rosji. Po nieudanym puczu moskiewskim (1991) przyłączył się (m.in. wraz z Jegorem Gajdarem i Anatolijem Czubajsem) do grupy młodych reformatorów skupionych wokół Borysa Jelcyna. Od 1993 członek rosyjskiego Biura Bezpieczeństwa. W latach 1993–2000 był zastępcą Dumy Państwowej Zgromadzenia Federalnego Federacji Rosyjskiej. Od 1998 członek rady nadzorczej amerykańskiej korporacji „ICN Pharmaceuticals”, a od 2000 wiceprezes Międzynarodowej Korporacji Farmaceutycznej ICN – Dyrektor Generalny Korporacji w Europie Wschodniej. W latach 2007–2012 Prezes Zarządu JSCB „Investtorgbank”.
W 2012 roku wyemigrował do Stanów Zjednoczonych, mieszka w Miami.

## Ocena
Kozyriew był krytykowany przez rosyjską Dumę Państwową za zbytnią uległość w stosunku do państw Zachodu (w wyniku której Rosja straciła pozycję supermocarstwa) oraz za brak pomocy Serbom w czasie wojny w Bośni (1992–1995). W styczniu 1996 jego następcą na stanowisku ministra spraw zagranicznych został Jewgienij Primakow.